# Thad Cochran
Thad Cochran, właśc. William Thad Cochran (ur. 7 grudnia 1937 w Pontoc, zm. 30 maja 2019 w Oxfordzie) – amerykański polityk, członek Partii Republikańskiej. Wieloletni senator Stanów Zjednoczonych ze stanu Missisipi, zasiadł w Senacie po raz pierwszy w 1978 i sześciokrotnie uzyskiwał reelekcję (1984, 1990, 1996, 2002, 2008 i 2014). W latach 1973–1978 był przedstawicielem czwartego okręgu wyborczego w Missisipi do Izby Reprezentantów Stanów Zjednoczonych.
1 kwietnia 2018 ze względu na stan zdrowia złożył mandat senatora.